# Allacta transversa
Allacta transversa es una especie de cucaracha del género Allacta, familia Ectobiidae. Fue descrita científicamente por Bey-Bienko en 1969.

## Distribución
Esta especie se encuentra en Vietnam y China.